# 單曲分拆
單曲分拆，就是從專輯錄製的歌曲中選取主要的一首或两三首，收錄在單曲中發售。
顧名思義，它的意思是從眾多樂曲中剪輯出來的單曲。因此，也可以叫作單曲剪輯。

## 與專輯的關係
歐美的音樂界一般是先发行專輯，然后將未收錄歌曲或已發表歌曲的其他版本作為附加產品進行單曲分拆。
日本的音樂界則与歐美不同，一般單曲優先發行。因此以先行單曲為中心，後發單曲除非與電視節目或廣告商業搭配，否則通常不會出現。
無論是先行單曲、後發單曲、還是專輯未收錄單曲，作為單曲發售的歌曲都屬於單曲分拆。但實際上和重新收錄一樣，先收錄在專輯中的歌曲後來作為單曲銷售的情況很多。音樂相關人士也傾向於將其作為前者，普通聽眾則更傾向於后者 (相對的，前者是先行單曲的情況較多) 。其定義也有模糊的部分。

## 關聯項目
- 單曲